# Carl Heinrich Schultz-Schultzenstein
Carl Heinrich Schultz-Schultzenstein (* 8. Juli 1798 in Altruppin; † 22. März 1871 in Berlin) war ein deutscher Mediziner und Botaniker. Er legte seinerzeit Aufsehen erregende, aber auch umstrittene Untersuchungen über die Säftebewegung der Pflanzen vor und entwickelte außerdem eine Theorie, dass tierisches Leben kein chemischer Stoffwechsel, sondern ein fortdauernder innerer Wechsel von Erzeugen und Absterben verjüngter Formengebilde sei (Mausertheorie).

## Leben

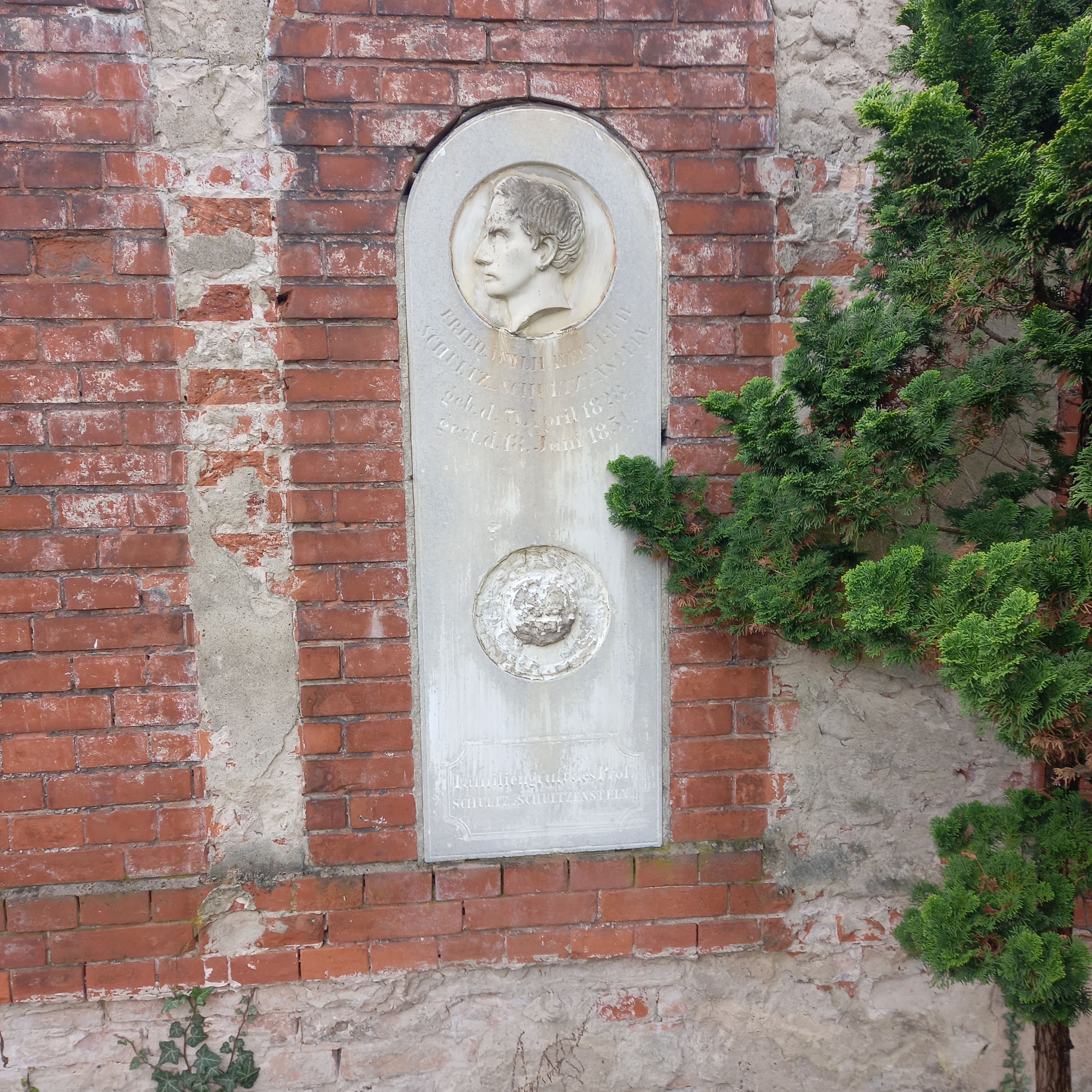
Das Grab von Carl Heinrich Schultz-Schultzenstein im Familiengrab auf dem Dorotheenstädtischen Friedhof II in Berlin

Schultz-Schultzenstein war der Sohn eines vermögenden Ratszimmermeisters. Er besuchte das Gymnasium, begann 1812 eine Apothekerlehre und war seit 1815 Militärapotheker. 1817 begann er ein Studium der Medizin am Friedrich Wilhelms-Institut in Berlin, um Militärarzt zu werden. Nachdem aber seine 1822 erschienene Dissertation „Ueber den Kreislauf des Saftes im Schöllkraut u. s. w.“ ihm hohes Lob eintrug, schlug er eine steile akademische Laufbahn ein. 1822 wurde er zum Mitglied der Leopoldina gewählt. 1824 habilitierte er sich für Physiologie, medizinische Botanik und Naturgeschichte und bereits ein Jahr später wurde er außerordentlicher Professor der Medizin in Berlin. 1833 wurde seine Arbeit über den Kreislauf des Saftes in den Pflanzen von der Pariser Akademie der Wissenschaften preisgekrönt, und er wurde ordentlicher Professor in Berlin. Zur besseren Unterscheidung von dem gleichnamigen Botaniker Carl Heinrich Schultz legte er sich 1848 den Beinamen Schultzenstein nach seinem Gut in der Nähe von Rheinsberg zu. In der botanischen Taxonomie wird sein Name als Schultz Sch. abgekürzt. Er war Mitglied der Gesellschaft Deutscher Naturforscher und Ärzte. Er war verheiratet seit 1845 mit Luise Maria Siebert und Gutsbesitzer in Binenwalde. Die Witwe lebte danach als Hausbesitzerin in Berlin.

## Werk
In seinen botanischen Arbeiten zur Physiologie der Pflanzen entwickelte Schultz-Schultzenstein auf der Grundlage eines dynamischen Vitalismus die Ansicht, dass Pflanzen über einen dem Blut entsprechenden Nahrungssaft und einen Kreislauf verfügten. Diese Lehre wurde bereits in den 1840er Jahren widerlegt, was Schultz-Schultzenstein zu scharfer Polemik gegen seine Kritiker Julius Meyen und Hugo von Mohl veranlasste. Ein weiteres Arbeitsgebiet Schultz-Schultzensteins war die pflanzliche Morphologie und Entwicklungsgeschichte. Hier beschrieb er als „Anaphyton“ (Individuum) jeden aus Zellen, Gefäßen und Oberhaut bestehenden Pflanzenteil und postulierte, jedes Anaphyton sei fähig, eine neue Pflanze hervorzubringen. Eine Pflanze wachse auf Grund eines Verjüngungstriebs durch fortwährende Entwicklung und Wiederholung dieser Anaphyta, die allein durch Wechselwirkung mit der Umwelt in ihrer Form verschieden seien. Dieses Prinzip wandte Schultz-Schultzenstein auch auf das Tierreich, die Medizin, die Psychologie und schließlich auf die Gesellschaft an.
Schultz-Schutzensteins Mausertheorie baute ebenfalls auf dem Prinzip der Verjüngung auf. Er ging von dem Gedanken aus, dass das Leben aus einer ständigen Erneuerung der organischen Elemente bestehe, die der Mauser ähnele. Gesundheit bestehe dementsprechend dann, wenn sich Regeneration und Mauser der organischen Elemente beständig wiederholen; Krankheit hingegen führte er auf abnorme Regeneration zurück, wenn die Mauser zu schwach, gehemmt oder gestört bzw. wenn sie zu stark, übermäßig oder beschleunigt sei. Solche Störungen ließen sich an den Ausscheidung der Mauserprodukte ablesen. Medikamente heilten dabei nicht von sich aus, sondern dadurch, dass sie die Naturheilkraft des Organismus befördern. Wie seine andere Theorie wurde auch diese schon von den Zeitgenossen heftig angegriffen.
Gleichwohl war Schultz-Schultzenstein einflussreich. Seine Arbeiten zur Physiologie des Blutes belegten die „Bläschennatur“ der Blutkörperchen und wurden zu einem Bezugspunkt der Zellenlehre Theodor Schwanns. Georg Wilhelm Friedrich Hegels Naturphilosophie und der organische Atomismus entlehnten Konzepte wie das der Individualität der Teile eines Organismus und einer nicht rein chemisch-physikalischen Assimilation der Nahrung. Das Konzept des Verjüngungsprozesses wurde später in physiologischen Fortpflanzungstheorien etwa Eduard van Benedens und Victor Hensens wieder aufgegriffen.

## Schriften
- Carl Heinrich Schultz: Opii historia naturalis ac medica. Univ., Med. Diss.--Berolini, 1821., Berolini 1821.
- Carl Heinrich Schultz: Die homöobiotische Medizin des Theophrastus Paracelsus in ihrem Gegensatz gegen die Medizin der Alten, als Wendepunkt für die Entwickelung der neueren medizinischen Systeme und als Quell der Homöopathie. Hirschwald, Berlin 1831.
- Carl Heinrich Schultz: Grundriss der Physiologie. Ein organisirter Entwurf zu Vorlesungen, mit Ausführung der allgemeinen Physiologie. Hirschwald, Berlin 1833.
- Carl Heinrich Schultz: Das System der Circulation. In seiner Entwicklung durch die Thierreihe und im Menschen und mit Rücksicht auf die physiologischen Gesetze seiner krankhaften Abweichungen dargestellt. Cotta, Stuttgart, Tübingen, Augsburg 1836.
- Carl Heinrich Schultz: Sur la circulation et sur les vaisseaux laticiféres dans les plantes. Hirschwald, Paris, Berlin 1839.
- Carl Heinrich Schultz: Die Cyklose des Lebenssaftes in den Pflanzen. Weber, Breslau, Bonn 1841.
- Carl Heinrich Schultz: Ueber die Verjüngung des menschlichen Lebens und die Mittel und Wege, zu ihrer Kultur. Nach physiologischen Untersuchungen in praktischer Anwendung dargestellt. Hirschwald, Berlin 1842.
- Carl Heinrich Schultz: Die Gestaltung der Medizinalreform aus den Quellen der Wissenschaft. Berlin 1846.
- Carl Heinrich Schultz: Natürliches System der allgemeinen Pharmakologie nach dem Wirkungsorganismus der Arzneien. Hirschwald, Berlin 1846.
- Carl Heinrich Schultz: Neues System der Morphologie der Pflanzen nach den organischen Bildungsgesetzen. Als Grundlage eines wissenschaftlichen Studiums der Botanik besonders auf Universitäten und Schulen. Hirschwald, Berlin 1847.
- Carl Heinrich Schultz und Heinrich Friedrich Link: Ueber den Kreislauf des Saftes im Schöllkraute und in mehreren andern Pflanzen und über die Assimilation des rohen Nahrungsstoffes in den Pflanzen überhaupt. Mikroskopische Beobachtungen und Entdeckungen von … Carl Heinrich Schultz. Mit einer Vorrede des Herrn … Link und einer illum. Kupfertafel. Dümmler, Berlin 1822.
- Carl Heinrich Schultz und Karl Karl Zum Stein Altenstein: Der Lebensprozess im Blute. Eine auf mikroskopischen Entdeckungen gegründete Untersuchung. Reimer, Berlin 1822.
- Karl Heinrich Schultz: Die Pflanze und das Pflanzenreich. Nach einer neuen natürlichen Methode dargestellt. Reimer, Berlin 1823.
- Karl Heinrich Schultz: Ueber den Kreislauf des Saftes in den Pflanzen. Erläuternde Bemerkungen. Reimer, Berlin 1824.
- Karl Heinrich Schultz: Die Fortpflanzung und Ernährung der Pflanzen im Zusammenhange mit dem ganzen Pflanzenleben und mit Rücksicht auf die Culturgesetze nach einer natürlichen Methode dargestellt. Cotta, Stuttgart, Tübingen 1828.
- Karl Heinrich Schultz: Natürliches System des Pflanzenreichs nach seiner inneren Organisation. Nebst einer vergleichenden Darstellung der wichtigsten aller früheren künstlichen und natürlichen Pflanzensysteme. Hirschwald, Berlin 1832.
- Karl Heinrich Schultz: Lehrbuch der allgemeinen Krankheitslehre. Hirschwald, Berlin 1844.
- C. H. Schultz-Schultzenstein: Die Bildung des menschlichen Geistes durch Kultur der Verjüngung seines Lebens in Hinsicht auf Erziehung zur Humanität und Civilisation. Hirschwald, Berlin 1855.
- Carl Heinrich Schultz-Schultzenstein: Die Anaphytose oder Verjüngung der Pflanzen. Ein Schlüssel zur Erklärung des Wachsens, Blühens und Fruchttragens mit praktischen Rücksichten auf die Kultur der Pflanzen. Hirschwald, Berlin 1843.
- Karl Heinrich Schultz-Schultzenstein: Mémoire pour servir de réponse aux questions de l'Académie Royale des Sciences pour l'anně 1833. Paris 1841.
- Karl Heinrich Schultz-Schultzenstein: Der organisirende Geist der Schöpfung als Vorbild organischer Naturstudien und Unterrichtsmethoden. Berlin 1851.
- Karl Heinrich Schultz-Schultzenstein: Die natürlichen Familien der Krankheiten und die diesen entsprechenden Heilmittel mit Rücksicht auf das natürliche System der Pharmacologie und die allgemeine Krankheitslehre. Hirschwald, Berlin 1851.
- Karl Heinrich Schultz-Schultzenstein: Die Verjüngung im Pflanzenreich. Neue Aufklärungen und Beobachtungen; mit 1 Taf. Hirschwald, Berlin 1851.
- Karl Heinrich Schultz-Schultzenstein: Die Menschwerdung Gottes im Glauben und Wissen erläutert durch die Gesetze der Verjüngung in der organischen Natur. Berlin 1852.
- Karl Heinrich Schultz-Schultzenstein: Neues System der Psychologie. Berlin 1855.
- Karl Heinrich Schultz-Schultzenstein: Die Moral als Heilwissenschaft und Kulturwissenschaft mit Beziehung auf die Krankheiten des Zeitgeistes. Remak, Berlin 1863.
- Karl Heinrich Schultz-Schultzenstein: Leben-Gesundheit-Krankheit-Heilung. Ein Trieb zum Fortschritt der Wissenschaft auf dem Wege des Lebens. Remak, Berlin 1863.
- Karl Heinrich Schultz-Schultzenstein: Ueber die Natur und Kultur der Krisen und Verjüngungsprocesse in der Heilung und über die Angriffe Virchow's auf die Verjüngungstheorie. Berlin 1865.
- Karl Heinrich Schultz-Schultzenstein: Die Physiologie der Verjüngung des Lebens. Berlin 1867.
- Karl Heinrich Schultz-Schultzenstein: Der Zustand der Wissenschaften auf Universitäten im Verhältniss zur Lebenspraxis, mit Beziehung auf die Zulassung der Realschulabiturienten zum Universitätsstudium und den Weg zur Wiedergeburt. Remak, Berlin 1870.